# Graphoderus zonatus
Graphoderus zonatus là một loài bọ cánh cứng thuộc họ Dytiscidae. Nó được tìm thấy ở Áo, Belarus, Bỉ, Anh, Bulgaria, Croatia, Cộng hòa Séc, mainland Đan Mạch, Estonia, Phần Lan, chính quốc Pháp, Đức, Hungary, chính quốc Ý, Kaliningrad, Latvia, Litva, Luxembourg, Moldova, mainland Na Uy, Ba Lan, Nga, Slovakia, Slovenia, Thụy Điển, Thụy Sĩ, Hà Lan, Ukraina và Nam Tư.

## Hình ảnh

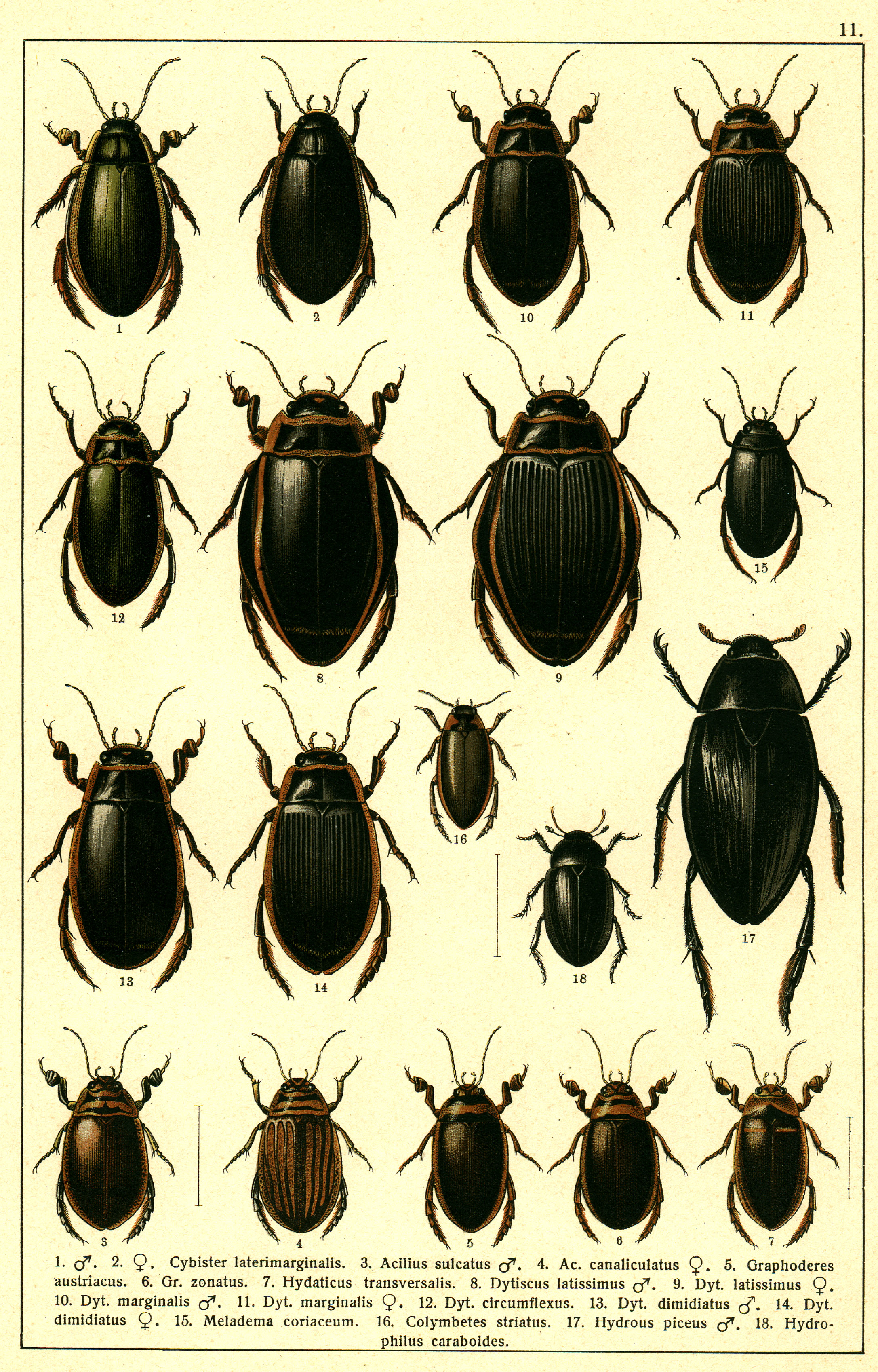
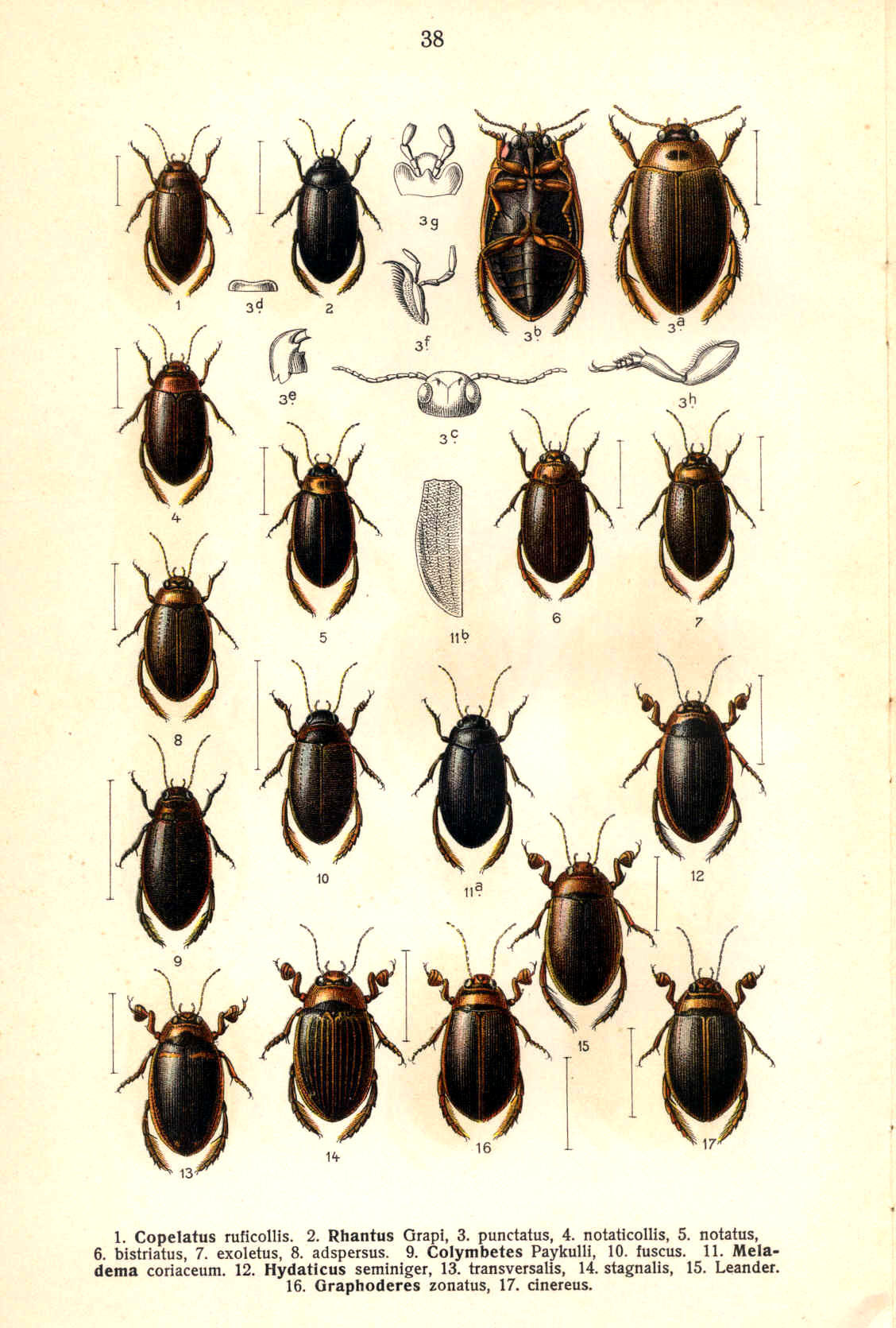
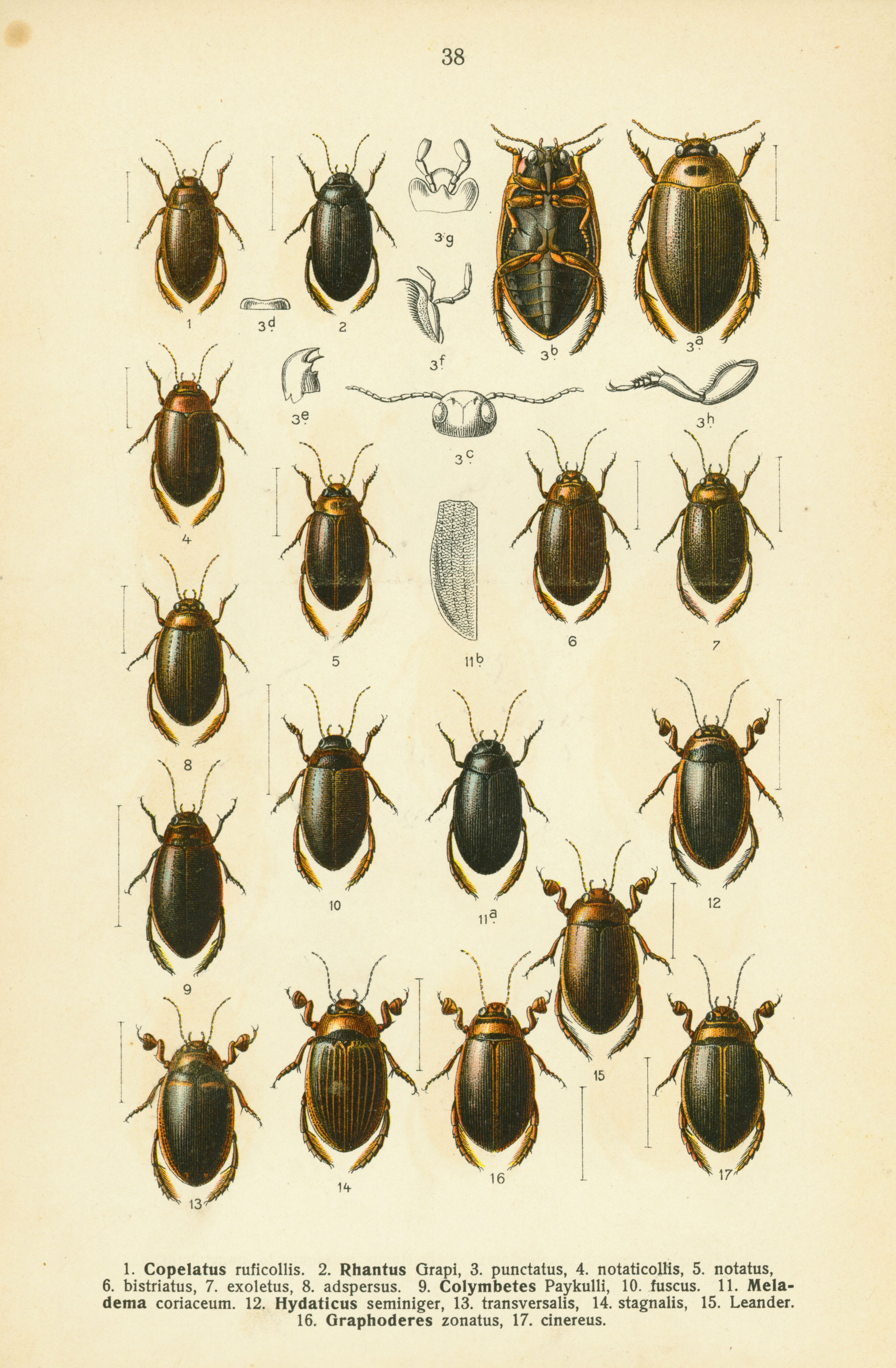